# Schematismus (Kunstbewegung)
Der Schematismus (französisch Schématisme) ist eine 1960 von Jacques Caux, Robert Estivals, Jean-Charles Gaudy und Gabrielle Vergez gegründete Künstlerbewegung, der sich später auch Luciano Lattanzi anschloss. Gelegentlich, aber fälschlich wurde die Bewegung auch der semantischen Malerei zugeordnet.

## Programm
Der Schematismus wurde von den Gründungsmitgliedern der Bewegung als eine künstlerische Avant-Garde im Sinne des 19. Jahrhunderts definiert, das heißt, dass sich im Gründungsmanifest nicht nur künstlerische Ideen, sondern auch politische Theorien festgeschrieben wurden. Historisch folgt der Schematismus auf den Bewegungen des Lettrisme und des Ultralettrisme und ist zeitgleich mit der Bewegung des Support/Surface.
Weiterhin legten sich die Schematisten auf folgende Punkte fest:
1. Ablehnung des Kunstmarktes und Kunstbetriebes. Diese Haltung wurde von den Vertretern der Gruppe in den folgenden Jahren konsequent durchgehalten, was zur Folge hatte, dass die Künstler trotz vielfacher Ausstellungen auf dem Kunstmarkt kaum Beachtung fanden, aber auch dass ihre künstlerische Tätigkeit frei von wirtschaftlichen Interessen blieb und die Mitglieder der Gruppe ihr Einkommen aus anderen Quellen, wie zum Beispiel dem Antiquitätenhandel im Fall von Luciano Lattanzi, bezogen.

1. Die Mitglieder des Schematismus betrachten die gesprochenen Sprachen als unzureichend, um die Komplexität der Wirklichkeit zu beschreiben. Daraus folgt die Notwendigkeit, eine neue Sprache zu entwickeln, die zugleich global, analytisch, symbolisch und ästhetisch ist. Der Schematismus widmet sich der Schaffung dieser Sprache.
2. Zu diesem Zweck greifen die Mitglieder des Schematismus auf die Theorie der Kommunikationswissenschaft, speziell der Schematisation zurück.
3. Der Schematismus bezieht sich auf die intellektuellen Umwälzungen seit dem 19. Jahrhundert, insbesondere auf künstlerischer Ebene, wo er sich die Tendenz zur Abstraktion zu Eigen macht.

## Schemabegriff
Laut den Schematisten war ein Schema durch folgende Wesensmerkmale definiert:
1. Intention (Absicht): Ohne diese existiert nichts: die Schematisten malen folglich nur, wenn sie auch etwas zu sagen oder kommunizieren haben.
2. Reflexion: Kunst ist eine „cosa mentale“, eine ernste Sache, die ausgearbeitet werden muss, wobei es nicht reicht, „das Primat der reinen Geste zu verkünden“. Weiterhin versucht jedes schematistische Werk abzuwägen, zu (er)klären, Fragen zu stellen, Antworten vorzuschlagen, etc.
3. Kommunikation:  Das Kunstwerk ist somit geschaffen zum Zwecke der Kommunikation. Es benötigt sprachspezifische Elemente für die Bildwelt. In Analogie zur Alltagssprache gibt es zunächst:
  - den Titel, der die Absicht lokalisiert;
  - den Untertitel, der eine Äquivalenz in der Welt der Kunst andeutet;
  - Felder oder Kästchen innerhalb des Gemäldes, die wie Absätze in einem Text funktionieren, sich gleichzeitig mit Details befassen und das Gesamtbild entstehen lassen;
  - Beziehungen zwischen einzelnen Bildelementen, die sowohl ein holistisches als auch ein analytisches Lesen ermöglichen;
  - Symbole, die eine weitere Dimension des Lesens hinzufügen. Diese Symbole können verschiedene Formen annehmen: Piktogramme, „Urgesten“ usw.

## Entwicklung der schematistischen Bewegung
Abgesehen von dem Ausscheiden des Gründungsmitglieds, Gabrielle Vergez, blieb die Künstlergruppe der Schematisten während der nächsten vierzig Jahre ihrer theoretischen Ausrichtung treu und in ihrer personellen Aufstellung erhalten.

### Ausstellungen (Auswahl)
Hier die wichtigsten Ausstellungen der Schematisten:
- 1959: Le Signisme, Le Soleil dans la tête, Paris, 6e,, Frankreich.
- 1966: Ausstellung „Schémas et colloque“, centre Charles-Péguy, Orléans, Frankreich.
- 1968: Ausstellung „Schemas“, Bratislava, Tschechoslowakei.
- 1972: Ausstellung „Schemas“, Bibliothèque municipale, Bordeaux, Frankreich.
- 1986–1989: Teilnahme der Schematisten beim „Salon Figuration critique“, Grand Palais, Paris, Frankreich.
- 1990: Ausstellung „Der Schematismus, Retrospektive der Jahre 1959–1989“, Galerie Jürgens und Bosesky für moderne Kunst, Frankfurt am Main.
- 1991: Teilnahme an der Ausstellung „Il post-informale in Europa“ (1955–1965) Villa Contarini – Fondazione G. E. Ghirardi, Piazzola Sul Brenta, Italien[1]
- 1993: Eröffnung zweier Ausstellungssäle im Museum der Fondazione Ghirardi, Villa Contarini, Piazzola sul Brenta, Italien.
- 1993: Eröffnung des „Hauses des Schematismus“ in ouverture de la „Maison du Schématisme“, in Noyers-sur-Serein, Frankreich
- Villa Contarini, Piazzola sul Brenta, Italien.
- 2005: Ausstellung in Reggio Emiglia, Italien
- 2010: Ausstellung „Retrospektive des Schematismus“ im Museo dei Principi. Correggio, Italien.
- 2012: Ausstellung „Écritures plurielles“ im Museum de l’Abbaye Saint-Germain d’Auxerre, Frankreich.

## Links & Quellen
- Website von Jaques Caux
- Schematismo, Una raccolta di 11 Opere. Fondazione G. E. Ghirardi, Villa Contarini, Piazzola su Brenta (Padova), Italien
- Mario Costa: Lo Schematismo Parisien, Tra Post-Informale ed Estetica Della Comunicazione. Fondazione G. E. Ghirardi, Villa Contarini, Piazzola su Brenta (Padova), Italien
- Ugo Ruberti: il Post-Informale in Europa Leonardo-De-Luca Editori, Roma, 1991